# Aidan Turner

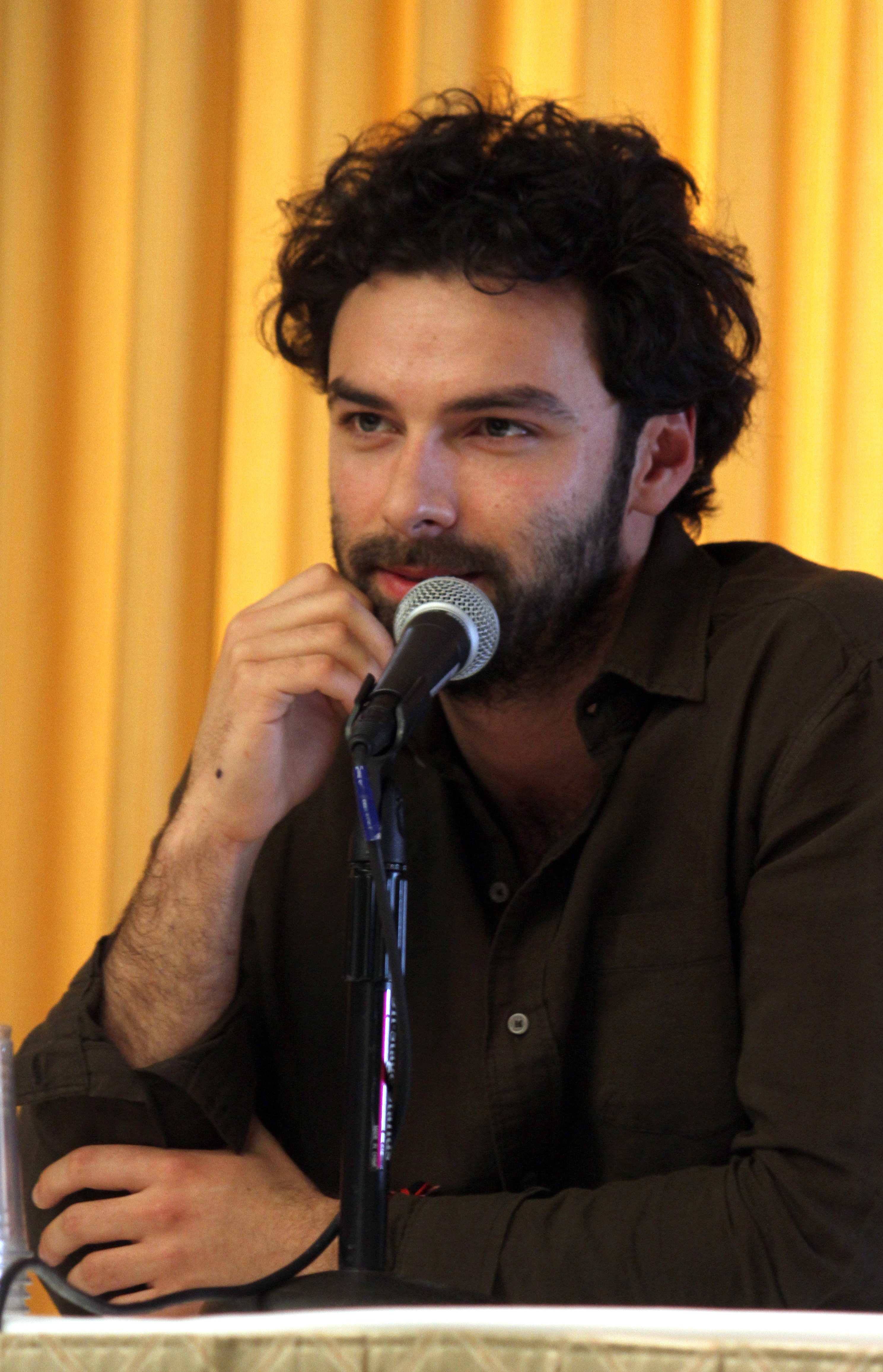
Aidan Turner (2013)

Aidan Turner (* 19. Juni 1983 in Clondalkin, South Dublin) ist ein irischer Schauspieler.

## Kindheit und Ausbildung
Aidan Turner wurde in Clondalkin, South Dublin geboren und wuchs dort auf. Er besuchte das St MacDara’s Community College in Templeogue, einem Vorort von Dublin. Turner lernte den Gesellschaftstanz und den Lateinamerikanischen Tanz und vertrat Irland in Tanzturnieren. Außerdem spielt er Gitarre. Nach seinem Schulabschluss absolvierte er zunächst eine Ausbildung zum Elektroinstallateur im Betrieb seines Vaters. In Dublin besuchte er eine Schauspielschule (Gaiety School of Acting), die er 2004 erfolgreich abschloss.

## Karriere
Nach seinem Abschluss war er zunächst in einigen Theaterstücken zu sehen, unter anderem in „The Plough and the Stars“, „Romeo and Juliet“ und „A Cry from Heaven“.
2007 spielte er zum ersten Mal eine kleine, unerwähnte Rolle in der irisch-kanadischen historischen Fernsehserie Die Tudors. 2007 sollte er gemeinsam mit Charlene McKenna in dem Kinofilm Porcelain zu sehen sein. Der Film wurde allerdings nie veröffentlicht; es erschien nur ein Trailer. Von 2008 bis 2009 spielte Turner in der irischen Arztserie The Clinic als Ruairí McGowan seine erste größere Fernsehrolle. Im selben Jahr trat er in der britischen Kostümserie Desperate Romantics in sechs Episoden als Dante Gabriel Rossetti auf.
Von 2009 bis 2011 war er in der Fernsehserie Being Human als Vampir John Mitchell in seiner bis dahin bekanntesten Rolle zu sehen. Im selben Jahr spielte er in dem BBC-Fernsehfilm Hattie, der auf dem Leben der Schauspielerin Hattie Jacques basiert, eine der Hauptrollen.
Der Regisseur Peter Jackson engagierte Aidan Turner für die Rolle des Zwerges Kíli in seinem neuen Projekt Der Hobbit, der Verfilmung nach J. R. R. Tolkiens weltbekanntem Buchklassiker. In der 2013 erschienenen Verfilmung nach Cassandra Clares Romanreihe Chroniken der Unterwelt, Chroniken der Unterwelt – City of Bones, spielte er den Luke Garroway.
Von 2015 bis 2019 war Aidan Turner als Ross Poldark in der britischen Fernsehserie Poldark zu sehen.

## Privatleben
Von 2007 bis 2009 lebte Aidan Turner gemeinsam mit seiner damaligen Freundin Charlene McKenna in Camden in Nord-London. Das Paar trennte sich 2009. Von 2009 bis 2011 führte Aidan Turner eine Liebesbeziehung mit seiner Being-Human-Schauspielkollegin Lenora Crichlow.
Seine spätere Freundin Sarah Greene traf Turner bereits 2005, als sie gemeinsam im Theaterstück Titus Andronicus auftraten. Turner spielte Demetrius und Greene war in einer sehr kleinen Rolle zu sehen. Danach verloren sie sich wieder aus den Augen. Als sie sich 2012 wieder trafen, wurden sie ein Paar. 2015 trennten sich Greene und Turner.
Seit August 2020 ist Aidan Turner mit der irisch-amerikanischen Schauspielerin Caitlin Fitzgerald verheiratet.

## Filmografie
- 2007: Die Tudors (The Tudors, Fernsehserie, eine Episode)
- 2007: The Sound of People (Kurzfilm)
- 2007: Matterhorn (Kurzfilm)
- 2007: Porcelain (unveröffentlicht)
- 2008: Alarm
- 2008–2009: The Clinic (Fernsehserie, 18 Episoden)
- 2009: Desperate Romantics (Fernsehserie, sechs Episoden)
- 2009–2011: Being Human (Fernsehserie, 22 Episoden)
- 2010: Resonance (Fernsehserie, Pilot)
- 2011: Hattie (Fernsehfilm)
- 2012: Der Hobbit: Eine unerwartete Reise (The Hobbit: An Unexpected Journey)
- 2013: Chroniken der Unterwelt – City of Bones (The Mortal Instruments: City Of Bones)
- 2013: Der Hobbit: Smaugs Einöde (The Hobbit: The Desolation of Smaug)
- 2014: Der Hobbit: Die Schlacht der Fünf Heere (The Hobbit: The Battle of the Five Armies)
- 2015: Und dann gabs keines mehr (And Then There Were None, Miniserie, 3 Episoden)
- 2015–2019: Poldark (Fernsehserie)
- 2016: Ein verborgenes Leben – The Secret Scripture (The Secret Scripture)
- 2017: Loving Vincent
- 2018: The Man Who Killed Hitler and Then The Bigfoot
- 2019: Love Is Blind
- 2021: Leonardo (Fernsehserie)
- 2022: The Suspect (Fernsehserie, 5 Episoden)
- 2024: Rivals (Fernsehserie)

## Theater
| Jahr      | Titel                              | Rolle          | Theater                                                                                          | Ort                                                                  |
| --------- | ---------------------------------- | -------------- | ------------------------------------------------------------------------------------------------ | -------------------------------------------------------------------- |
| 2005      | The Plough and the Stars           | Corp. Stoddard | Barbican Theatre                                                                                 | London, Vereinigtes Königreich                                       |
| 2005      | Suddenly Last Summer               |                | Focus Theatre                                                                                    | Dublin, Irland                                                       |
| 2005      | A Cry from Heaven                  | Ardan          | Abbey Theatre                                                                                    | Dublin, Irland                                                       |
| 2005      | Yokohama Delegation                | Hercules       | Kilkenny Arts Festival                                                                           | Kilkenny, Irland                                                     |
| 2005      | Titus Andronicus                   | Demetrius      | Project Arts Theatre                                                                             | Dublin, Irland                                                       |
| 2006      | The Crock of Gold                  | Pan            | - Olympia Theatre - Auf Tour                                                                     | - Dublin, Irland - Auf Tour                                          |
| 2006–2007 | Drive-by                           |                | - Cork Mid-Summer Festival - the Dublin Fringe Festival 2006 - the Canterbury Arts Festival 2007 | - Cork, Irland - Dublin, Irland - Canterbury, Vereinigtes Königreich |
| 2007      | La Marea                           |                | Bedrock Theatre Co/DTF                                                                           | Dublin, Irland                                                       |
| 2007      | Cyrano                             | Christian      | Project Arts Centre                                                                              | Dublin, Irland                                                       |
| 2008      | Romeo and Juliet                   | Paris          | Abbey Theatre                                                                                    | Dublin, Irland                                                       |
| 2018      | The Lieutenant of Inishmore        | Padraic        | Noël Coward Theatre                                                                              | London                                                               |
| 2023      | Lemons Lemons Lemons Lemons Lemons | Oliver         | Harold Pinter Theatre                                                                            | London                                                               |

## Auszeichnungen und Nominierungen
| Jahr | Award                | Kategorie                  | Titel                               | Ergebnis |
| ---- | -------------------- | -------------------------- | ----------------------------------- | -------- |
| 2014 | Jameson Empire Award | Bester männlicher Newcomer | The Hobbit: The Desolation of Smaug | Gewonnen |